# Гент
Ґент (нід. Gent МФА: [ʝɛnt]; фр. Gand МФА: [gɑ̃]) — місто та громада у Фламандському регіоні Бельгії. Столиця й найбільше місто провінції Східна Фландрія, друге місто Фламандського регіону за населенням. У Середньовіччі місто було одним з найбільших і найбагатших міст Північної Європи та правило за столицю Фландрського графства. Період економічного та культурного розквіту міста припав на XIV-XV століття. Тому місто має значну архітектурну спадщину саме цього періоду. Тепер це велике місто з портом і університетом.

## Географія
Місто розташоване на заході країни у місці злиття річок Шельда та Ліс.
Муніципалітет Ґента складається з міста Гента та поселень Авсне, Дестелдонк, Дронген, Гентбрюгге, Леденберг, Маріякерке, Мендонк, Остаккер, Сінт-Амандсберг, Сінт-Денейс-Вестрем, Сінт-Крейс-Вінкел, Вонделгем і Звейнарде.

### Клімат
Місто знаходиться у зоні, котра характеризується морським кліматом. Найтепліший місяць — липень із середньою температурою 18.9 °C (66 °F). Найхолодніший місяць — лютий, із середньою температурою 3.3 °С (38 °F).
| Клімат Ґента            | Клімат Ґента | Клімат Ґента | Клімат Ґента | Клімат Ґента | Клімат Ґента | Клімат Ґента | Клімат Ґента | Клімат Ґента | Клімат Ґента | Клімат Ґента | Клімат Ґента | Клімат Ґента | Клімат Ґента |
| Показник                | Січ.         | Лют.         | Бер.         | Квіт.        | Трав.        | Черв.        | Лип.         | Серп.        | Вер.         | Жовт.        | Лист.        | Груд.        | Рік          |
| Абсолютний максимум, °C | 15           | 19           | 22           | 26           | 30           | 30           | 33           | 35           | 29           | 26           | 22           | 21           | 35           |
| Середній максимум, °C   | 6            | 5            | 10           | 12           | 16           | 19           | 22           | 22           | 18           | 14           | 9            | 7            | 13           |
| Середня температура, °C | 4            | 3            | 7            | 9            | 13           | 16           | 18           | 18           | 15           | 11           | 7            | 6            | 11           |
| Середній мінімум, °C    | 2            | 1            | 4            | 6            | 10           | 12           | 15           | 14           | 12           | 8            | 5            | 3            | 7            |
| Абсолютний мінімум, °C  | −20          | −12          | −6           | −4           | 2            | 4            | 7            | 6            | 4            | −3           | −6           | −7           | −20          |
| Днів з опадами          | 21           | 15           | 20           | 18           | 20           | 19           | 16           | 17           | 18           | 19           | 19           | 19           | 221          |
| Днів з дощем            | 19           | 12           | 19           | 18           | 20           | 19           | 16           | 17           | 18           | 19           | 19           | 18           | 214          |
| Днів зі снігом          | 3            | 3            | 2            | 1            | 0            | 0            | 0            | 0            | 0            | 0            | 1            | 1            | 11           |
| ----------------------- | ------------ | ------------ | ------------ | ------------ | ------------ | ------------ | ------------ | ------------ | ------------ | ------------ | ------------ | ------------ | ------------ |
| Джерело: Weatherbase    |              |              |              |              |              |              |              |              |              |              |              |              |              |

## Архітектура
Велика частина середньовічних споруд міста залишилася незайманою й дуже добре збереглася. Найцікавіші пам'ятки міста — кафедральний собор Св. Бавона з Гентським вівтарем, замки графа Філіпа I Ґерарда. Місто має багато храмів, зокрема, церкви святого Якова, святого Миколи та святого Михайла.
У XIX столітті найвідоміший архітектор Ґента, Луї Ройландт, побудував оперний театр і головну будівлю суду.

## Культура
- Музей витончених мистецтв (Гент)
- Гентська консерваторія

Щороку в місті проходить 10-денний фестиваль «Ґентсе Фестен» (нід. Gentse Feesten), який щороку відвідують близько 2 мільйонів осіб.

## Транспорт
У місті працює трамвай.

## Видатні мешканці міста
- Арнульф I Гентський (950/955– 993) — граф Західної Фрисландії (Голландії) в 988—993 роках
- Якоб ван Артевелде — провідник боротьби міст Фландрії супроти французьких королів (1290—1345)
- Джон Гентський — перший герцог Ланкастерський (1340—1399)
- Ян ван Ейк — живописець епохи Відродження (1385—1441)
- Гуго ван дер Гус — живописець (1440—1482)
- Якоб Обрехт — композитор епохи Відродження (c. 1457—1505)
- Карл V Габсбурґ — імператор Священної Римської імперії в 1530—1556 (1500—1558)
- Людовик XVIII — король Франції у 1814—1824, жив у Ґенті під час Ста днів Наполеона
- Віктор Орта — архітектор, засновник стилю модерн в архітектурі (1861—1947)
- Моріс Метерлінк — письменник, лауреат Нобелівської премії в галузі літератури (1862—1949)
- Лео Гендрік Бакеланд — хімік, винахідник фотопаперу (1863—1944)
- Корней Гейманс — фізіолог, лауреат Нобелівської премії з фізіології та медицини (1892—1968)
- Моріс Лангаскенс (1884—1946), графік, художник-декоратор
- Жак Рогге — президент Міжнародного олімпійського комітету (1942-)

## Світлини міста

Гравенстен, замок графів Фландрії
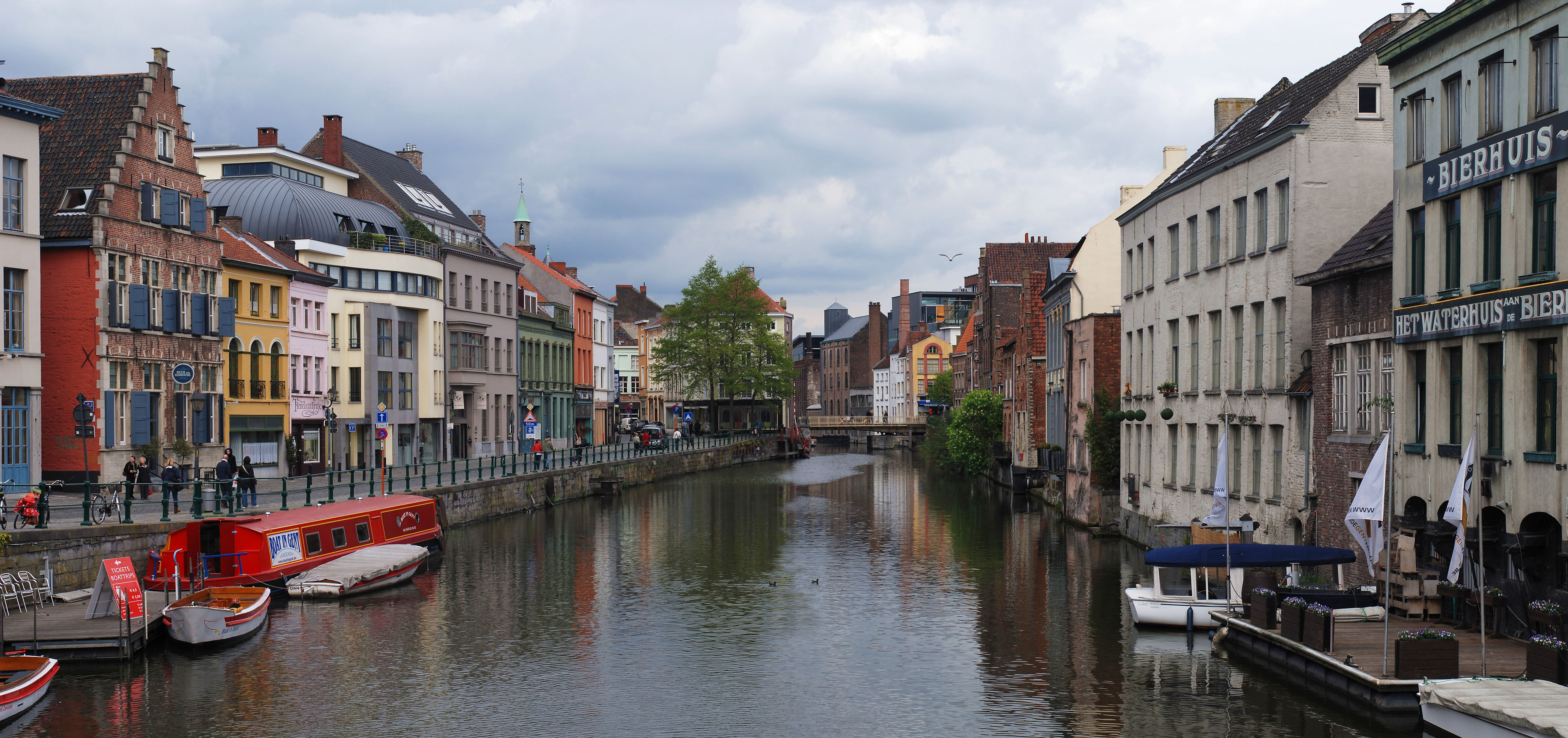
Канал у центрі Ґента
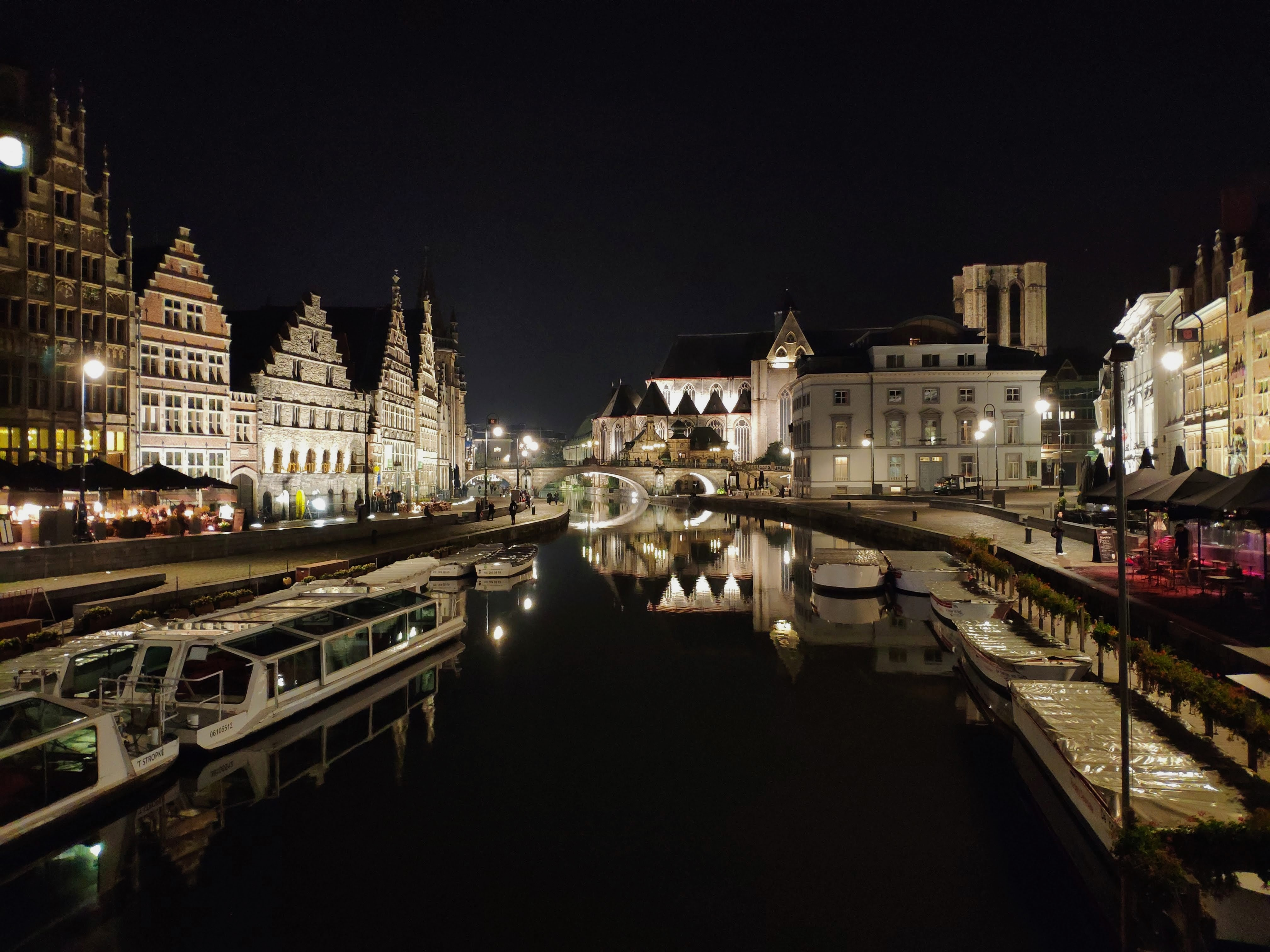
Нічний Ґент, Бельгія, 31 жовтня 2019 року
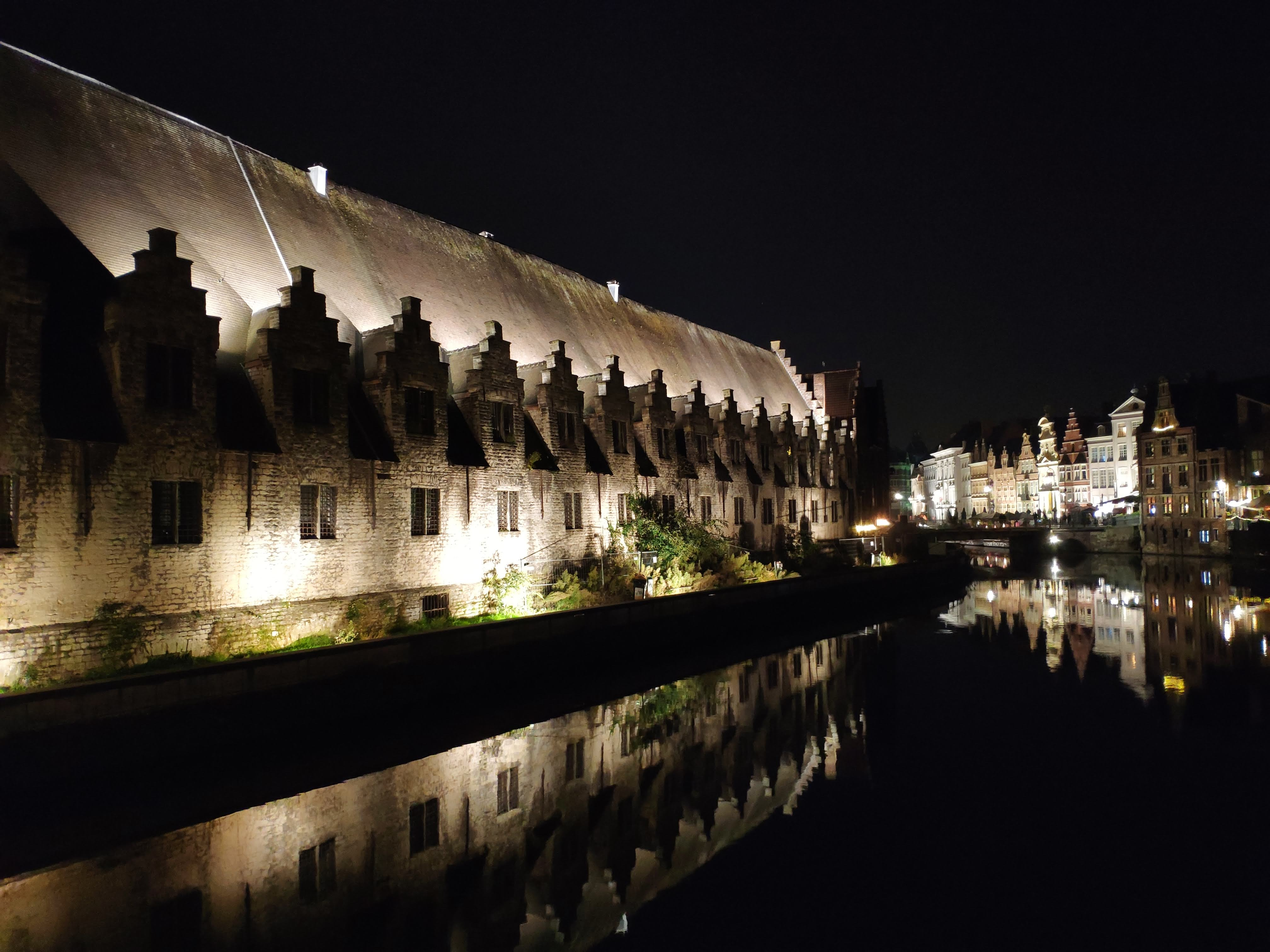
Велика зала м'ясників вночі (Ґент, Бельгія) 31 жовтня 2019 року